# Kolíňany
Kolíňany (in ungherese Kolon) è un comune della Slovacchia facente parte del distretto di Nitra, nella regione omonima.